# Латук многолетний
Латук многолетний (лат. Lactuca perennis) — вид травянистых растений рода Латук (Lactuca) семейства Астровые (Asteraceae). Широко распространён в центральной и восточной Европе.

## Описание
Латук многолетний — растение высотой в среднем 60 см. Гладкое с  прямым разветвлённым стеблем, листья серовато-зелёные, нижние с небольшими черешками, верхние частично стеблеобъемлющие. Цветки фиолетово-голубые, размером 30–40 мм. Цветёт с апреля по август, семена созревают с июля по сентябрь.
|  |  |

## Распространение и местообитание
Вид предпочитает известковые хорошо дренированные почвы. Распространён на солнечных каменистых почвах, на сухих лугах, на обочинах дорог и по берегам рек. Встречается на высоте 500–2000 м над уровнем моря.